# Cumeeira
Cumeeira (ou Cumieira) est une paroisse portugaise (freguesia en portugais) du village de Penela, dans le District de Coimbra.
La paroisse possède une superficie de 19.53 km2 et une population de 1 273 habitants (2001).
La densité de population de la paroisse s'élève à 55 hab/km2.